# Provinciale weg 612
De provinciale weg 612 (N612) is een provinciale weg in de provincie Noord-Brabant. De weg vormt een verbinding tussen de N266 nabij Lierop en het centrum van Helmond. Op het punt waar de weg overgaat in de N266 heeft de weg eveneens een aansluiting op de A67 richting Eindhoven en Venlo.
De weg is uitgevoerd als tweestrooks-gebiedsontsluitingsweg met een maximumsnelheid van 80 km/h. In de gemeente Someren draagt de weg de straatnaam Rijksweg en Stipdonk. In de gemeente Helmond heet de weg Kanaaldijk Zuid-West.

## Geschiedenis
Oorspronkelijk was de huidige N612 een rijksweg. De weg is nooit als planweg opgenomen in een rijkswegenplan, maar werd tot 1992 beheerd door Rijkswaterstaat. De weg was daarbij onderdeel van rijksweg 766. Deze rijksweg verliep van 's-Hertogenbosch via Beek en Donk en Weert naar de grens met België ten westen van Weert. Een groot gedeelte van deze weg ('s-Hertogenbosch - Weert) was sinds de invoering van N-wegnummers ten behoeve van de bewegwijzering op de bewegwijzering genummerd als N266.
Daar de weg geen bovenregionale functie vervulde voor het doorgaande verkeer werd de weg in het kader van de Wet herverdeling wegenbeheer per 1 januari 1993 overgedragen aan de provincie Noord-Brabant. Deze hernummerde delen van de voormalige N266. Het gedeelte tussen 's-Hertogenbosch en Beek en Donk werd onderdeel van de N279, het wegvak tussen het centrum van Helmond en de aansluiting op de A67 werd administratief hernummerd tot het huidige wegnummer N612.
Tot het gereedkomen van de A2 tussen knooppunt Vught en knooppunt Ekkersweijer in 1996 vervulde de weg een belangrijke functie voor het doorgaande verkeer als alternatieve route tussen de Randstad en Zuid-Limburg. Nadat de A2 in 1996 als autosnelweg werd opengesteld voor het verkeer werd doorgaand verkeer op de route via Helmond zo veel mogelijk geweerd.
N62 · N69 · N251 · N252 · N253 · N254 · N255 · N256/A256 · N257 · N258 · N260 · N261 · N262 · N263 · N264 · N266 · N267 · N268 · N269 · N270/A270 · N271 · N272 · N273 · N274 · N275 · N276 · N277 · N278 · N279 · N280 · N281 · N282 · N283 · N284 · N285 · N286 · N287 · N288 · N289 · N290 · N291 · N292 · N293 · N294 · N295 · N296 · N296n · N297 · N298 · N300 · N321 · N322 · N324 · N329 · N389 · N394 · N395 · N396 · N397

N556 · N562 · N564 · N570 · N572 · N590 · N595 · N598 · N601 · N602 · N605 · N607 · N612 · N613 · N615 · N616 · N617 · N618 · N620 · N622 · N625 · N629 · N631 · N632 · N637 · N638 · N639 · N640 · N641 · N651 · N652 · N653 · N654 · N655 · N656 · N658 · N659 · N660 · N661 · N662 · N663 · N664 · N665 · N666 · N667 · N668 · N669 · N670 · N671 · N673 · N674 · N675 · N676 · N682 · N683 · N686 · N689 · N690 · N831 · N843

Voormalige provinciale wegen: N299 · N551 · N552 · N553 · N554 · N555 · N560 · N561 · N563 · N565 · N566 · N567 · N568 · N571 · N574 · N580 · N581 · N582 · N583 · N584 · N585 · N586 · N587 · N588 · N589 · N591 · N592 · N593 · N594 · N596 · N597 · N603 · N604 · N606 · N608 · N610 · N611 · N614 · N619 · N621 · N623 · N624 · N626 · N628 · N630 · N634 · N642 · N657